# Pardosa azerifalcata
Pardosa azerifalcata là một loài nhện trong họ Lycosidae.
Loài này thuộc chi Pardosa. Pardosa azerifalcata được Yuri M. Marusik, Guseinov & Koponen miêu tả năm 2003.